# Budafok-Tétény
Sectorul al XXII-lea din Budapesta sau Budafok-Tétény se află pe partea dreaptă a Dunării, în Buda. 

## Orașe înfrățite
- Donaustadt, Viena, Austria
- Varna, Bulgaria
- Bonn (district urban), Germania
- Białołęka, Varșovia, Polonia
- Baraolt, România
- Kristianstad, Suedia

| Sectoarele Budapestei |
| --- |
| I \| II \| III \| IV \| V \| VI \| VII \| VIII \| IX \| X \| XI \| XII \| XIII \| XIV \| XV \| XVI \| XVII \| XVIII \| XIX \| XX \| XXI \| XXII \| XXIII |